# Happiness?
Happiness? este al treilea album de studio al muzicianului englez Roger Taylor.

## Istoria albumului
Moartea lui Freddie Mercury de la sfârșitul anului 1991 a aruncat formația Queen într-o perioadă confuză, iar fiecare membru a reacționat în propriul său fel. John Deacon s-a retras în confortul familiei sale, petrecând mai mult timp cu soția și copii săi. Brian May și Roger Taylor, însă, au rămas dedicați muzicii lor. May și-a completat primul său album solo și a plecat într-un turneu mondial, rămânând ocupat întreg anul. Roger Taylor nu s-a grăbit să revină în industria muzicală, acesta ocupându-se numai ocazial cu compunerea unor piese noi. În finalul anului 1993, a reușit să strângă destul material pentru a constitui nucleul celui de-a treilea album al său de studio pe care l-a înregistrat în propriul său studio în următoarele câteva luni.
Materialul scris de el a fost mult mai introspectiv și liric decât orice altceva ce a compus pentru primele două albume solo sau pentru formația The Cross. În cea mai mare parte, piesele sunt mai liniștite și dominate de pian și clape și mai puțin orientate spre rock. Foarte multe melodii au fost inspirate de moartea lui Freddie Mercury, în special ultimele două piese de pe album: Dear Mr. Murdoch, scrisă despre Rupert Murdoch, patronul tabloidului britanic The Sun, cel care l-a hăituit pe Mercury în ultimele sale zile de viață, și Old Friends, o odă mai liniștită în cinstea solistului decedat, scrisă din perspectiva aminitirilor celui mai bun prieten al său.  Altfel, melodiile au ca temă găsirea fericirii, singurătatea copleșitoare dar și o piesă dedicată soției sale de atunci, Debbie (Touch The Sky). Cântecul care a provocat cele mai mari controverse a fost însă Nazis 1994, scris după ce Taylor a citit articole despre apariția curentului neo-nazist de la începutul anilor ‘90. Versurile inițiale au fost cenzurate la cererea casei de discuri Parlophone. 

## Listă de melodii
1. Nazis 1994 (Taylor) 2:35
2. Happiness (Taylor) 3:17
3. Revelations (Taylor) 3:44
4. Touch The Sky (Taylor) 5:04
5. Foreign Sand (Taylor/Yoshiki) 6:53
6. Freedom Train (Taylor) 6:12
7. 'you had to be there' (Taylor) 2:55
8. The Key (Taylor) 4:25
9. Everybody Hurts Sometimes (Taylor) 2:52
10. Lonliness... (Taylor) 2:25
11. Dear Mr Murdoch (Taylor) 4:19
12. Old Friends (Taylor) 3:33

## Credit
Muzicieni
- Roger Taylor - baterie, voce, chitară și „chestii”
- Jason Fallon - chitare
- Phil Spalding - chitară bas
- Mike Crossley - pian și clape
- Catherine Porter - voce de acompaniament
- Joshua J. McRae - programare
- Yoshiki - pian, baterie și sintetizator în Foreign Sand
- Phil Chen - chitară bas în Foreign Sand
- Dick Marx - aranjamente orchestrale în Foreign Sand
- Brad Buxer și Geoff Grace - programare în Foreign Sand

Produs deRoger Taylor / Co-produs de Joshua J. McRae
Înregistrat / mixatOne-on-One Recording, Los Angeles.